# 299 a. C.
El año 299 a. C. fue un año del calendario romano prejuliano. En el Imperio romano se conocía como el Año 455 Ab urbe condita. 

## Acontecimientos

### República Romana
- Los Samnitas, inician los preparativos de la tercera guerra samnita contra los romanos, reclutando tropas mercenarias de Galos y Sabinos; y estableciendo alianzas con Etruscos y otros pueblos itálicos.

- Datos: Q79958